# テクラ・レスヴォール

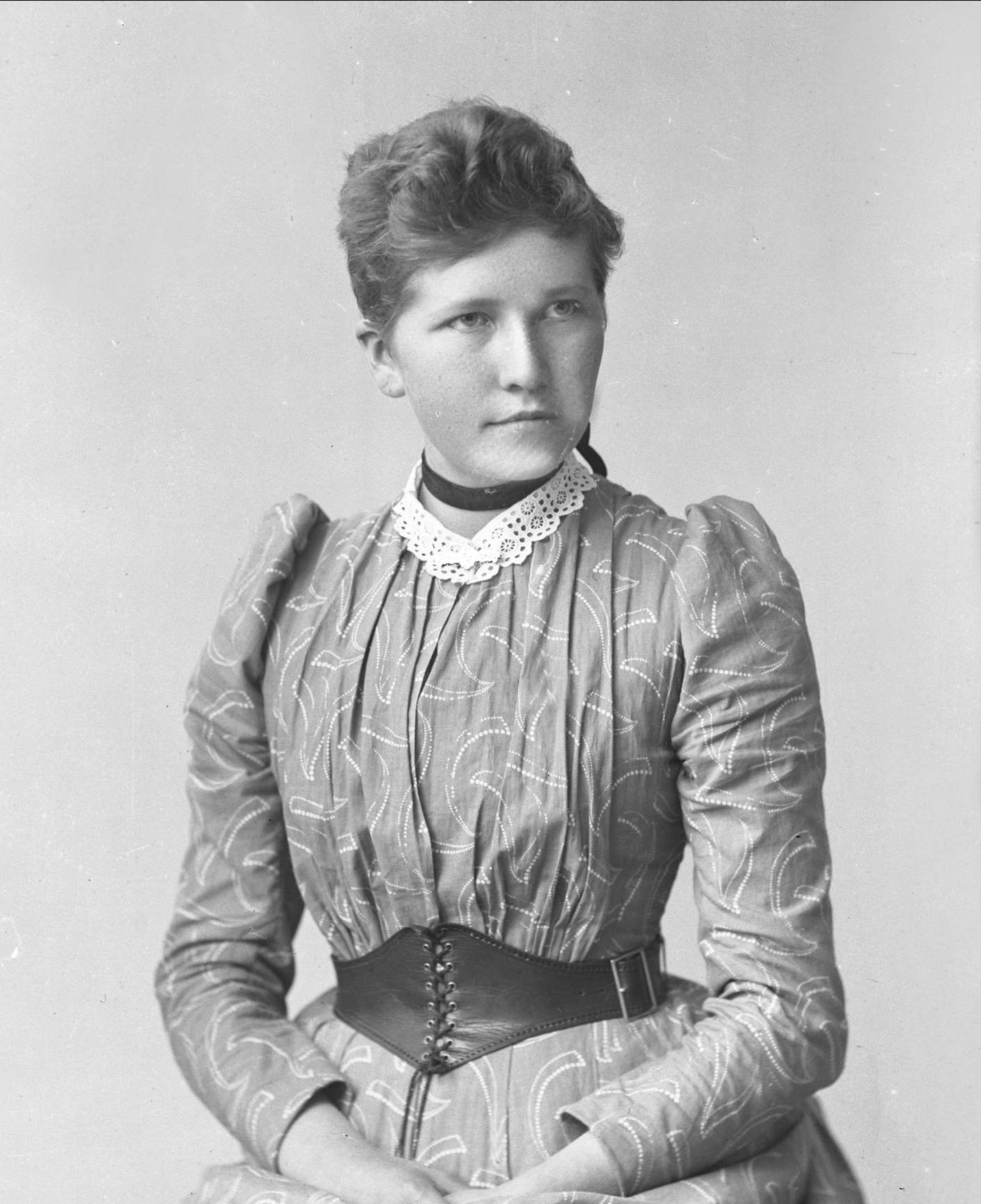
テクラ・レスヴォール

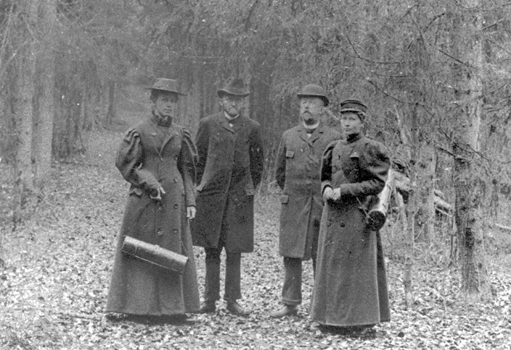
1897年にBlyttらと植物調査をするレスヴォール（右端）

テクラ・レスヴォール（Thekla Susanne Ragnhild Resvoll, 1871年5月22日 - 1948年6月14日）は、ノルウェーの植物学者である。妹のハンナ・レスヴォール＝ホルムセンとともに、ノルウェーにおける女性科学者、自然保護運動のパイオニアとなった。

## 生涯
ヴォーゴー（Vågå）で生まれた。1892年に大学を卒業した後、ストックホルムの裕福な家の家政婦として働いた。1895年、鉱山技師のアンデレアス・ホルムセン（Andreas Holmsen）と結婚した。妹のハンナもホルムセンの兄弟と結婚し、ハンナも植物学者となった。オスロ大学のアクセル・グドブラン・ブリュット (Axel Gudbrand Blytt)のもとで植物学を学び、1899年に卒業した。1897年にノルウェーの高地、レーロースで、シベリアや北アメリカにしか生息していないとされたキク科の植物Eurybia sibiricaを見つけ、高山植物や、植物の寒冷への適応はレスヴォールの研究テーマとなった。コペンハーゲン大学のオイゲン・ワルミング（Eugen Warming）やミュンヘンのカール・ゲーベル（Karl Göbel）やスイスのカール・シュレーター（Carl Schröter）のもとで学んだ。1902年から1936年の間、オスロ大学の准教授として働いた。1917年に環境に対する適応の研究で博士号を得た。1923年にノルウェー科学文学アカデミーの会員に選ばれた。これは女性としては3人目であった。1924年にKongsvoll駅近くに植物園を作り、1923年から1924年の間に、ジャワ島とボゴール植物園を訪れ、ブナ科の植物の研究を行った。
ノルウェーの女性平等運動のためにも働き、ノルウェー女子学生クラブの会長を務め、女性参政権をめざす委員会（Kvinnestemmeretsforeningen）のメンバーとして働いた。

## 研究論文
- Resvoll, T. R., 1900. Nogle arktiske ranunklers morfologi og anatomi. Nyt Magazin for Naturvidenskaberne, 38: 343-367.
- Resvoll, T. R., 1903. Den nye Vegetation paa Lerfaldet i Værdalen. Nyt Magazin for Naturvidenskaberne, 41.
- Resvoll, T. R., 1906. Pflanzenbiologische Beobachtungen aus dem Flugsandgebiet bei Röros im inneren Norwegen. Nyt Magazin for Naturvidenskaberne, 44.
- Resvoll, T. R., 1917. Om planter som passer til kort og kold sommer. Doctoral thesis, Oslo.
- Resvoll, T. R., 1925. Rubus chamaemorus L. A morphological - biological study. Nytt Magasin for Naturvidenskapene, 67: 55-129.
- Resvoll, T. R., 1925. Rubus chamaemorus L. Die geographische Verbreitung der Pflanze und ihre Verbreitungsmittel. Veröffentlichungen des Geobotanischen Institutes Rübel in Zürich, 3: 224-241.
- Resvoll, T. R., 1925. Beschuppte Laubknospen in den immerfeuchten Tropenwäldern Javas. Jena.